# Sciomesa agrocyma
Sciomesa agrocyma là một loài bướm đêm trong họ Noctuidae.